# Connor Williams
Connor Williams (Coppell, Texas, 12 de mayo de 1997) es un exjugador profesional estadounidense de fútbol americano que se desempeña en la posición de centro en seattle seahawks, equipo de la National Football League (NFL).

## Carrera
Fue seleccionado en la segunda ronda en la Reunión Anual de Selección de Jugadores de la NFL de 2018. Hizo su debut profesional con el equipo Dallas Cowboys, en el cual jugó cuatro temporadas (2018-2022), luego pasó a Miami Dolphins, donde lleva jugando dos temporadas.